# 大迫バスターミナル

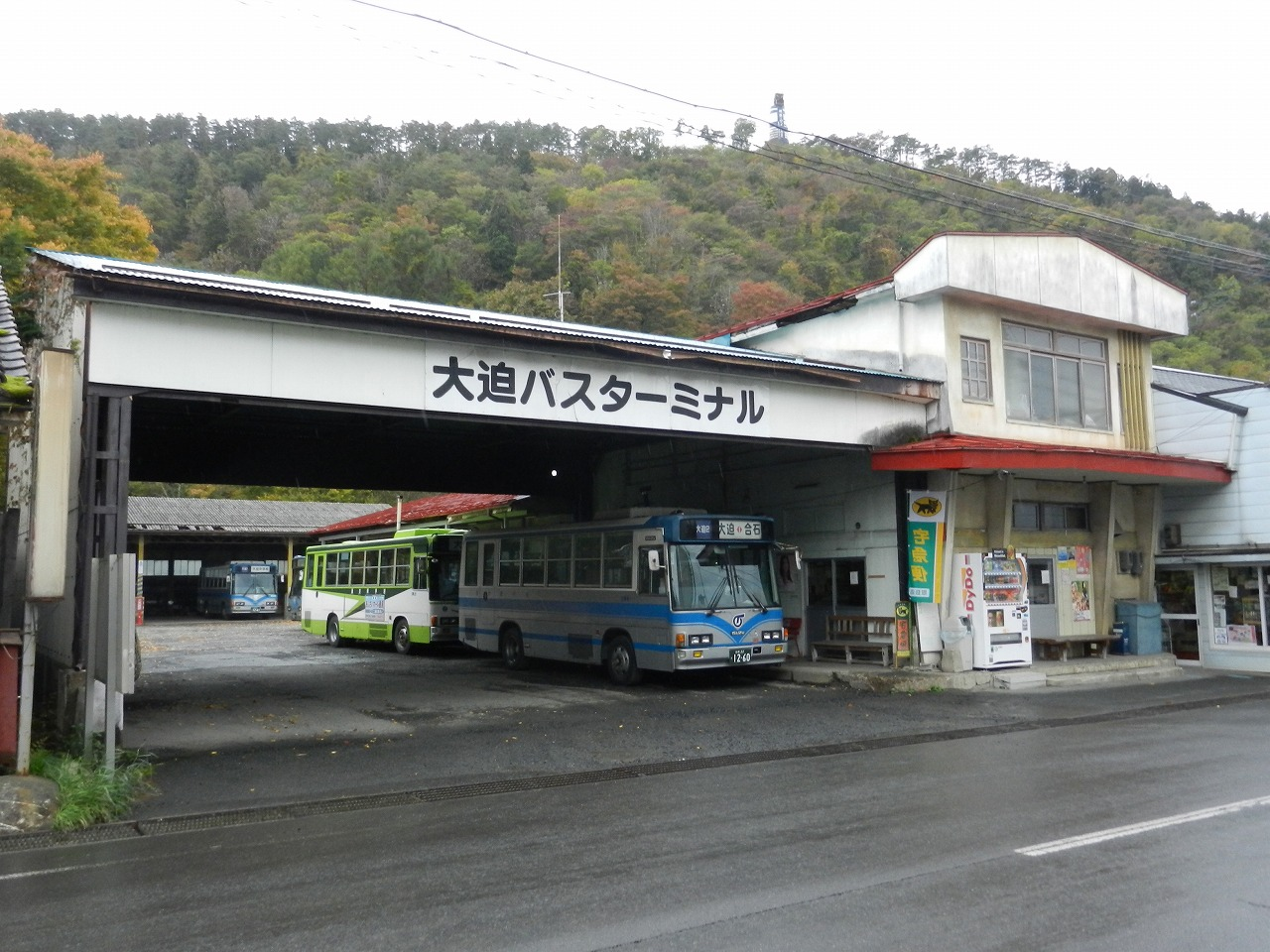
営業当時の大迫バスターミナル（2012年10月撮影）

大迫バスターミナル（おおはさまバスターミナル）は、岩手県花巻市にかつて存在したバスターミナル。岩手県交通の大迫地区の路線が発着していた。

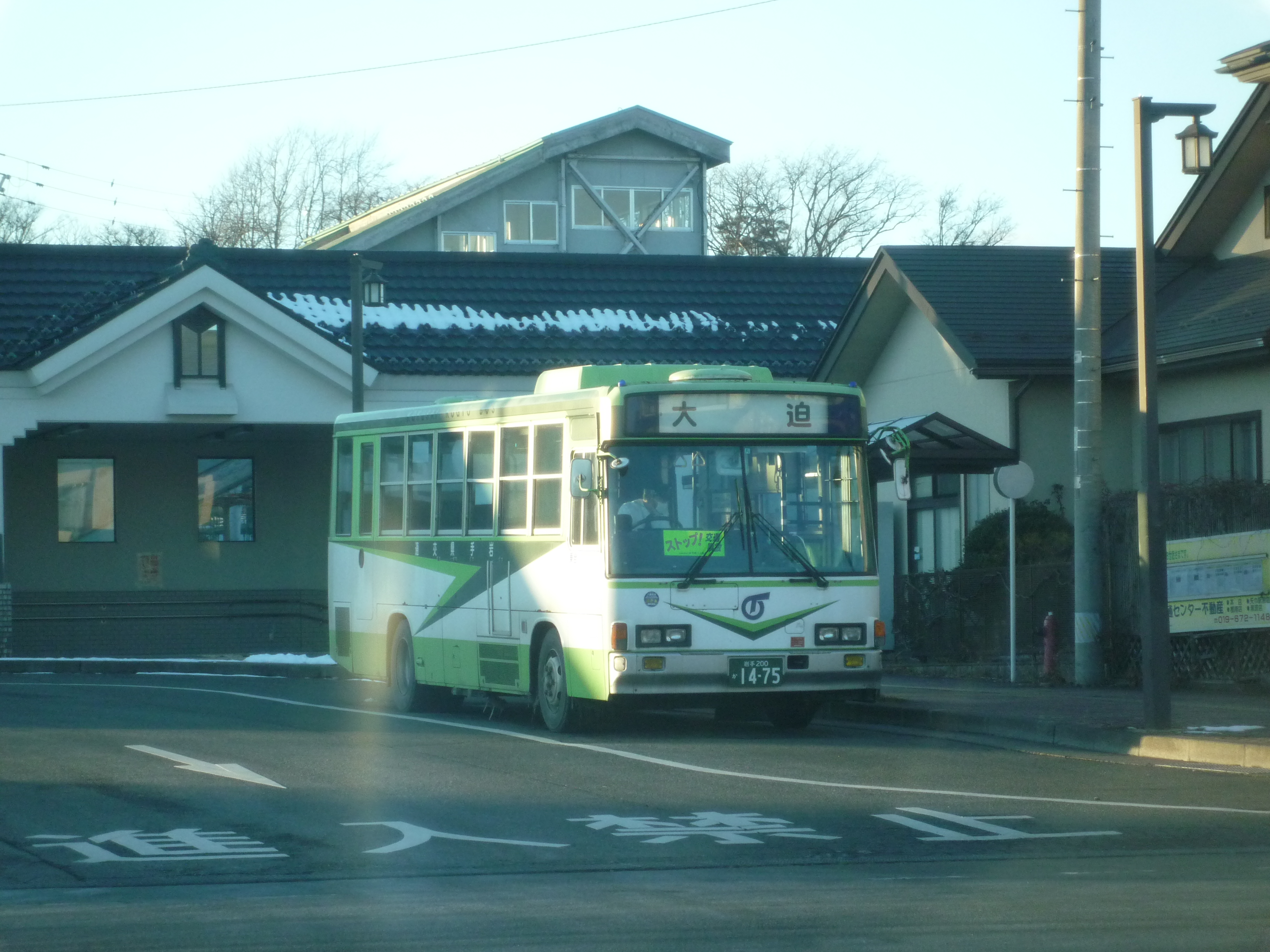
旧大迫バスターミナル所属車両

## 所在地
〒028-3203 岩手県花巻市大迫町大迫第3地割197

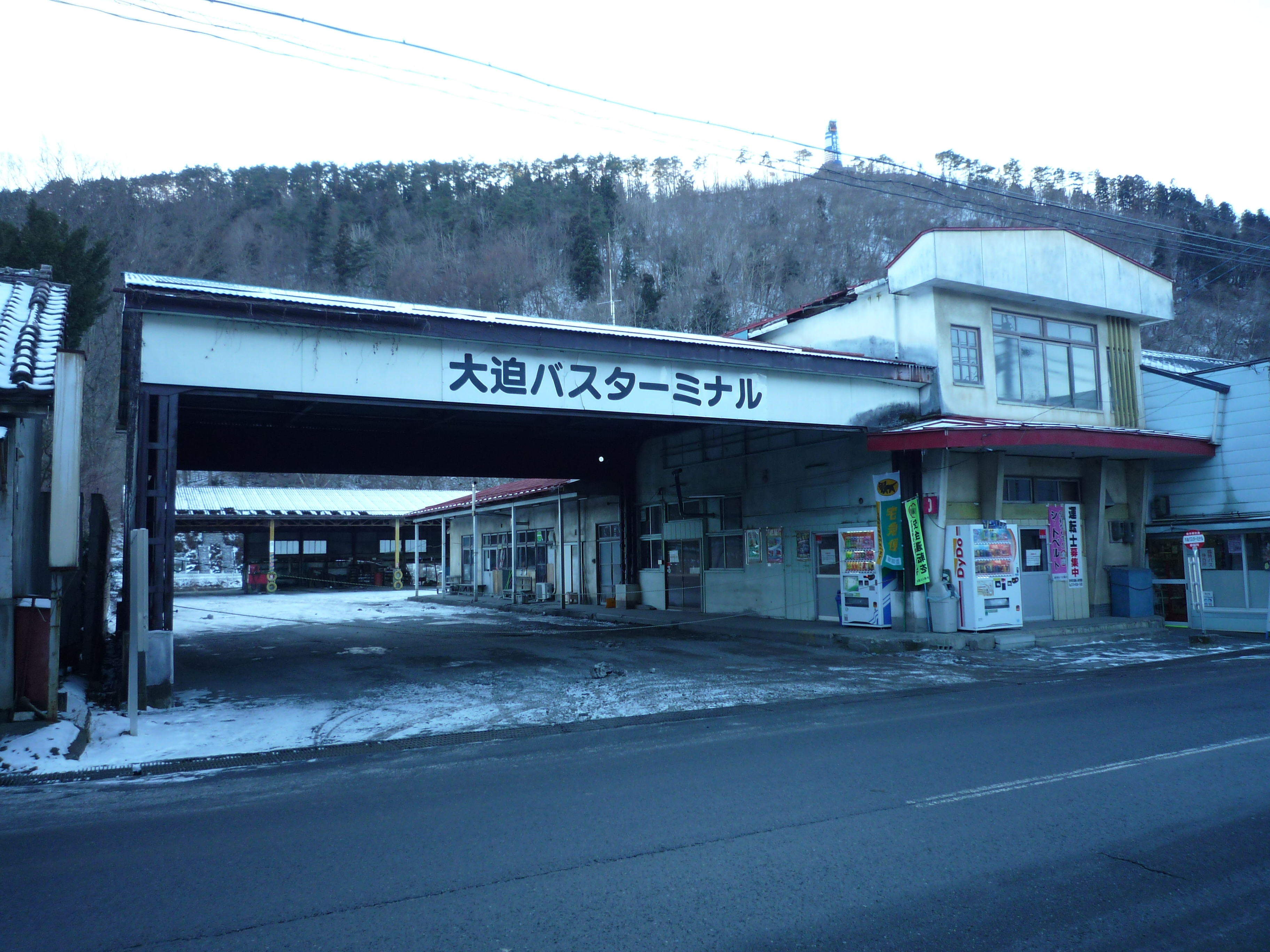
閉所直後の大迫バスターミナル（2018年12月撮影）

## 沿革
前身は花巻バス大迫営業所。花巻営業所管内だった時代を経て、閉所時は紫波営業所の管理下にあった。
- 1950年（昭和25年）11月 - 花巻バス大迫営業所として開設[1]。
- 1976年（昭和51年）6月1日 - 合併により岩手県交通大迫営業所となる。
- 2004年（平成16年）4月 - 花巻営業所のバスターミナル化に伴い、紫波営業所に所管変更。
- 2018年（平成30年）12月29日 - 大迫花巻線と大迫石鳥谷線を除く全路線の廃止に伴い、閉所[2][3]。

## 閉所時の所管路線
特記のないものは2018年12月29日運行終了。
大迫石鳥谷線
- 大迫バスターミナル - 大迫地域診療センター - 亀ヶ森 - 新堀 - 宝陽病院 - 石鳥谷駅
  - 閉所後は紫波営業所に移管。
  - 2019年1月4日大迫側の発着が｢大迫中学校｣に変更[4]。

長崎線
- 大迫バスターミナル - 下中居 - 長崎
  - 2018年12月28日運行終了。

堅沢線
- 大迫バスターミナル - 下中居 - 堅沢（岩脇 - 堅沢間は自由乗降区間）

旭の又線
- 大迫バスターミナル - 下中居 - 合石（諏訪前 - 合石間は自由乗降区間）

早池峰線
- 大迫バスターミナル - 立石 - 岳（立石 - 岳間、ふれあいセンター - 折壁間、狼久保 - 久出内間は自由乗降区間）

黒森線
- 大迫バスターミナル - 立石 - 黒森（立石 - 黒森間は自由乗降区間）

大迫花巻線
- 大迫1 : 大迫バスターミナル - 亀ヶ森 - 八重畑 - 新花巻駅 - イトーヨーカドー - 花巻駅 - 県立中部病院
- 大迫2 : 大迫バスターミナル - 亀ヶ森 - 八重畑 - 新花巻駅 - イトーヨーカドー - 花巻駅
  - 平日は｢大迫1｣、土・日・休日は｢大迫2｣で運行。
  - 閉所後は花巻営業所に移管。

## 経由路線（所管路線ではない）
盛岡大船渡線

盛岡釜石線

## 閉所以前の廃止路線
盛岡大迫線
大迫バスターミナル - 佐比内 - 彦部 - 日詰 - 古館 - 矢巾口 - 川久保 - 盛岡バスセンター→盛岡駅
- 199x年より一部便を盛岡駅まで延長。間合い運用で、太田本宮線を担当していた時期がある。
- 旧系統番号は、「迫107」。

達曽部線
大迫バスターミナル - 下中居 - 達曽部 - 鋳物→岩根橋駅
- 2010年4月1日付けで達曽部 - 岩根橋駅間が廃止。

大迫紫波線
大迫バスターミナル - 亀ヶ森 - 佐比内 - 彦部 - 紫波病院 - 紫波中央駅
- 2018年9月30日の運行をもって全線廃止。

公共施設連絡バス
大迫バスターミナル - 大迫地域診療センター - 大迫保育園 - 大迫総合支所 - 大迫バスターミナル
- 2018年9月30日の運行をもって全線廃止。